# Ясеница (Украина)
Ясеница (укр. Ясениця) — село в Турковской городской общине Самборского района Львовской области Украины.
Население по переписи 2001 года составляло 867 человек. Занимает площадь 3 км². Почтовый индекс — 82523. Телефонный код — 3269.

## История
В 1946 году указом ПВС УССР село Ясенка-Масьева переименовано в Ясеницу.